# 叉尾梳鈎鯰
叉尾梳鈎鯰，為輻鰭魚綱鯰形目甲鯰科的其中一種熱帶淡水魚。其种加词“furcata”意为“叉状的”。分布於南美洲秘魯烏卡亞利河流域，體長可達9.2公分，棲息在底層水域，生活習性不明。